# KFC Sint-Joris Sportief
KFC Sint-Joris Sportief is een Vlaamse voetbalploeg uit Sint-Joris (Beernem) in West-Vlaanderen. De ploeg speelt in de Derde provinciale reeks van de KBVB op sportcomplex Overleie in Sint-Joris (seizoen 2010-2011).

## Geschiedenis
In het najaar van 1945 werden door enkele inwoners van Sint-Joris de hoofden bij elkaar gestoken met als doel het oprichten van een voetbalclub. Men vond dat de gemeente op dat ogenblik behoefte had aan een ontspanningsmogelijkheid, want buiten een schuttersvereniging was er op dat vlak niet veel.
De voornaamste initiatiefnemers waren René Strobbe, een zelfstandige, en Georges Vanheers, bediende op het gemeentehuis. Zij waren respectievelijk voorzitter en secretaris in het eerste bestuur van de club. De functie van penningmeester werd ingevuld door Gerard Defruyt. 
Als benaming voor de club werd gekozen voor FC Sint-Joris Sportief, verwijzend naar de sportiviteit die men als uithangbord van de club wilde hebben. De clubkleuren werden in de loop der jaren veranderd van bordeaux-wit naar rood-wit .
Aanvankelijk speelden de Lattenlievers, (bijnaam voor de club en genoemd naar de toenmalig grootschalige bedrijvigheid op de gemeente van het spletten van latten), op een terrein achter het Groot Kasteel naast de hoeve Schellebroodt. Het was slechts een weide met twee doelen, zonder accommodatie. In het begin werden alleen vriendschappelijke wedstrijden gespeeld tegen ploegen uit de omliggende gemeenten, zoals SC Beernem en Knesselare. Op 15 april 1946, de officiële stichtingsdatum, werd Sint-Joris Sportief lid van de KBVB (met stamnummer 4414) zodat in competitieverband kon worden gevoetbald. In het seizoen 1946-1947 werd gestart in de reeks Beginnende Clubs met onder meer SC Beernem, FC Gevaerts en SV Pittem.

## Palmares
- Kampioen Vierde provinciale reeks

1962, 2005 (promotie via nacompetitie), 2008
- Kampioen Derde provinciale reeks

1949, 1964
- Kampioen Tweede provinciale reeks

1978, 1980